# Kantei

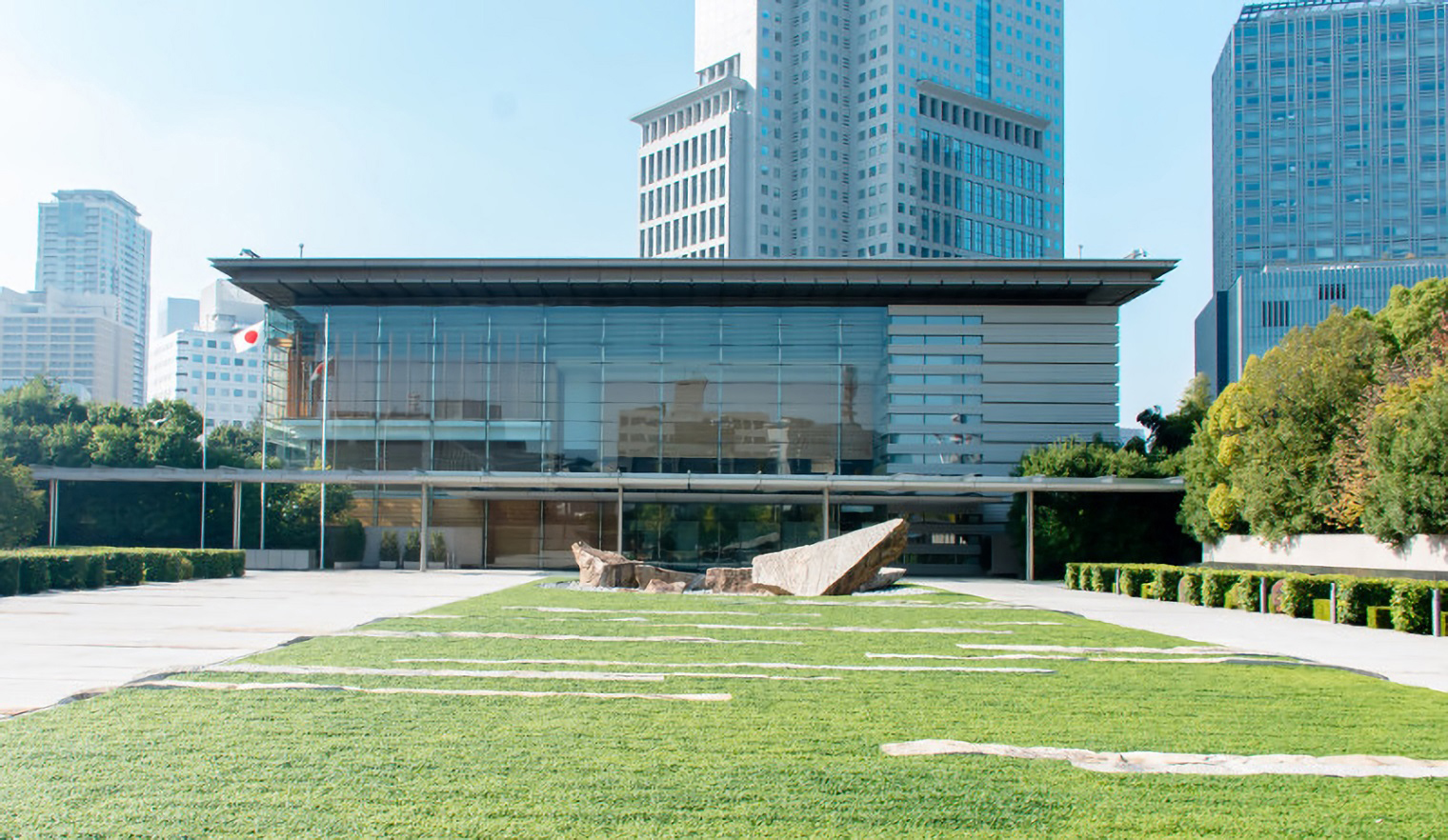
Ostfassade und Haupteingang der 2002 fertiggestellten Kantei

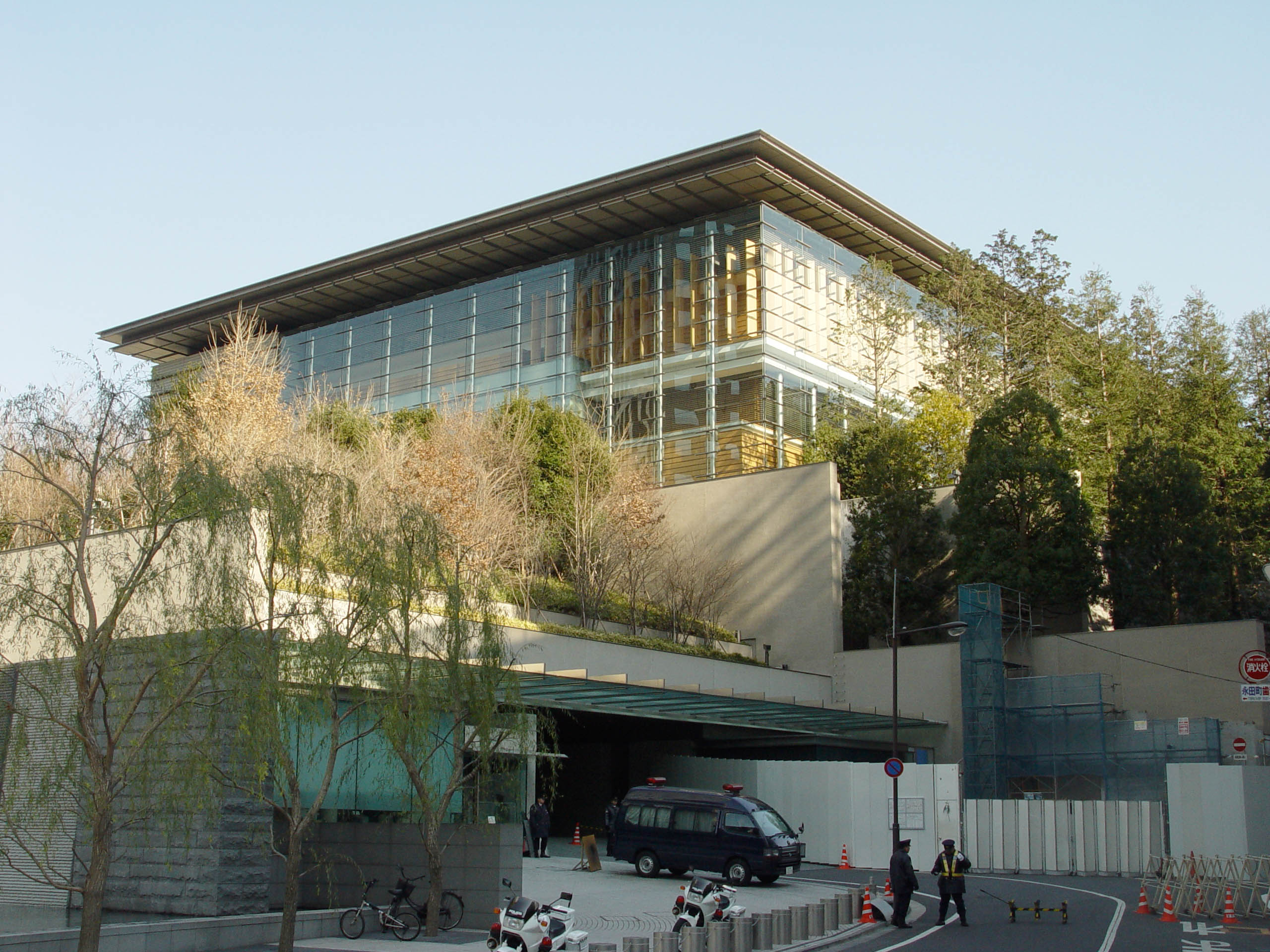
Südwestecke und Diensteingang

Die Kantei (jap. 官邸; kurz für 総理大臣官邸 sōri daijin kantei; auch 首相官邸, shushō kantei; engl. Prime Minister's Official Residence) ist der Amtssitz des Premierministers von Japan. Sie liegt gegenüber dem Parlamentsgebäude im Stadtteil Nagatachō des Bezirks Chiyoda der Hauptstadt Tokio.
In der Kantei finden neben Kabinettssitzungen und informellen Treffen auch Empfänge für ausländische Gäste statt. Das gegenwärtige Gebäude wurde 2002 fertiggestellt. Es hat sechs Stockwerke, davon fünf teilweise oberirdisch; wegen der Hanglage führt der Osteingang in die dritte Etage, der Zugang zum südlichen Garten liegt in der zweiten. Die Gesamtkosten für den Bau betrugen 64,7 Milliarden Yen. Im Keller befindet sich eine Krisenzentrale, die rund um die Uhr besetzt ist und den Premierminister und sein Kabinett in Katastrophenfällen mit Informationen versorgt. Das Gebäude soll auch stärksten Erdbeben widerstehen können, seine Glasfront besteht zum Schutz vor terroristischen Angriffen aus kugelsicherem Glas. Auf dem Dach liegt ein Hubschrauberlandeplatz.
Zum Schutz der Kantei wurde 2002 eine Spezialeinheit der Tokioter Präfekturpolizei Keishi-chō aus rund hundert Polizisten eingerichtet.

## Kōtei

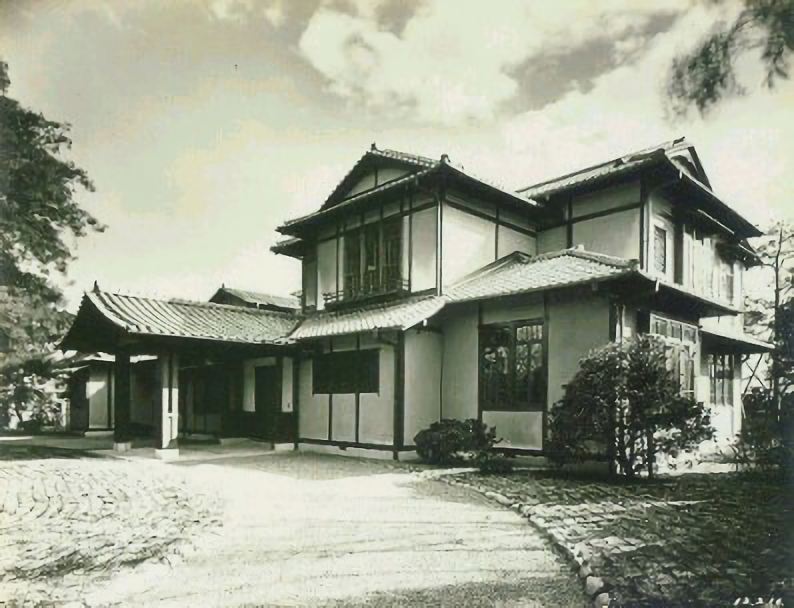
Das im Mai 1945 bei einem Luftangriff zerstörte Nihon-ya

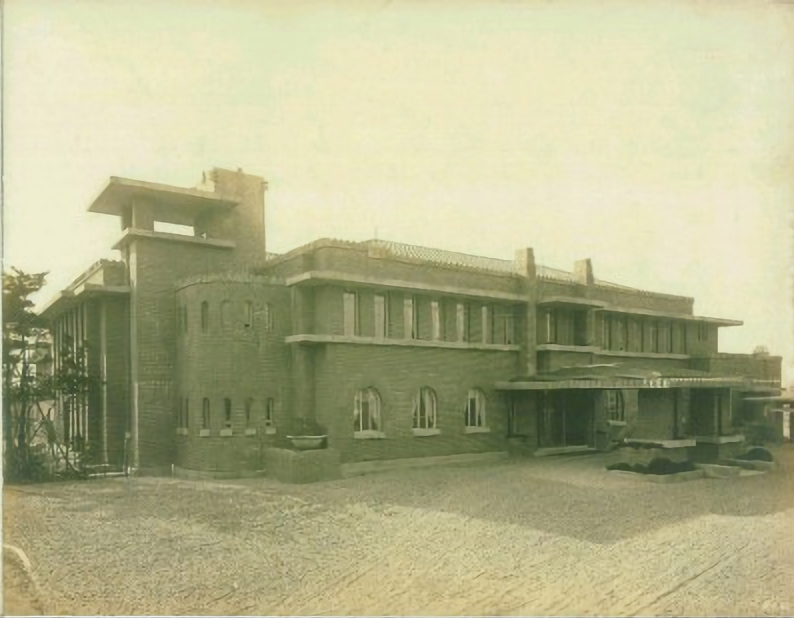
Die heutige Kōtei, damalige Kantei nach ihrer Fertigstellung 1929

Die vorherige Kantei war 1929 unter Premierminister Tanaka Giichi auf dem gleichen Gelände errichtet worden. Sie dient nach der Fertigstellung des Neubaus und einem 2005 abgeschlossenen Umbau, bei dem sie um 50 Meter nach Süden verlegt wurde, als Residenz des Premierministers (総理大臣公邸, sōri-daijin kōtei, engl. Prime Minister's Residential Area, 35° 40′ 21,3″ N, 139° 44′ 37,8″ O).
Eine erste Kōtei war 1929 gleichzeitig mit der Kantei errichtet worden, wurde aber nur bis 1936 genutzt, als sie beim Putschversuch vom 26. Februar verwüstet wurde. 1937 wurde als Ersatz das Nihon-ya, das „Japanhaus“, errichtet, aber nie als Residenz genutzt. Die Räume der alten Kōtei wurden bei einer Renovierung zu Büros umgestaltet. Ab 1936 wohnten bis in die 1980er Jahre die meisten Premierminister in ihrer Privatwohnung. Während der Besatzungszeit zog nur Yoshida Shigeru, Premierminister und in Personalunion Außenminister, in eine staatliche Residenz: Er bewohnte bis 1950 die damalige Residenz des Außenministers, das heutige Tōkyō-to Teien Bijutsukan (engl. Tokyo Metropolitan Teien Art Museum). Eine der bekanntesten Premierministerwohnungen wurde das Privathaus von Yoshidas Nachfolger Hatoyama Ichirō im Stadtteil Otowa in Bunkyō, das den Spitznamen „Otowa-Palast“ (音羽御殿, Otowa-goten) erhielt. 1963 wurde die ursprüngliche Kōtei renoviert und wieder als Residenz nutzbar gemacht, Satō Eisaku zog 1968 ein; aber Nachfolger Tanaka Kakuei wohnte nicht dort, sondern in seinem Privathaus im Stadtteil Mejirodai im Bezirk Bunkyō – auch „Meijiro-Palast“ genannt. Seit Nakasone Yasuhiro wohnten alle Premierminister mit Ausnahme von Takeshita Noboru und Miyazawa Kiichi in der Kōtei.

## Trivia
In seiner zweiten Amtszeit als Premierminister ließ das Kabinett von Abe Shinzō, der nicht in der Residenz eingezogen war, auf eine schriftliche Anfrage aus dem Parlament erklären, dass es nach Wissen der Regierung in der Residenz keine Gespenster gibt.